# Espírito Santo do Pinhal
Espírito Santo do Pinhal is een gemeente in de Braziliaanse deelstaat São Paulo. De gemeente telt 42.260 inwoners (schatting 2009).

## Aangrenzende gemeenten
De gemeente grenst aan Aguaí, Estiva Gerbi, Itapira, Mogi-Guaçu, Santo Antônio do Jardim, São João da Boa Vista, Albertina (MG) en Jacutinga (MG).